# Srinivasa Varadhan
Sathamangalam Ranga Srinivasa Iyengar Varadhan (Madrás, 2 de enero de 1940) es un prominente matemático estadounidense nacido en la India, en la ciudad de Madrás, Tamil Nadu, India.

## Biografía
Recibió su licenciatura en 1959 en la prestigiosa Presidency College, de la ciudad de Madras, y su doctorado en 1963 en el renombrado Indian Statistical Institute de Calyampudi R. Rao, con la asesoría de Andréi Kolmogórov para la defensa de su tesis. Desde 1963, ha trabajado en el Instituto Courant de Ciencias Matemáticas en la Universidad de Nueva York, siendo al principio un becario postdoctoral (1963-1966). Allí conoció a Daniel Stroock, quien se convirtió en un estrecho colaborador y coautor.
Varadhan actualmente es profesor en el Instituto Courant. Es conocido por sus trabajos de investigación, conjuntamente con Daniel W. Stroock, en los procesos de difusión, y por sus contribuciones teóricas en grandes desviaciones conjuntamente con MD Donsker.
Está casado con Vasundra Varadhan quien también es una prestigiosa investigadora.

## Premios y honores
Entre los premios y honores concedidos a Srinivasa Varadhan tenemos la  Medalla Nacional de Ciencias de Estados Unidos en 2010. El Premio Birkhoff (1994), el Premio Margaret y Herman Sokol de la Facultad de Artes y Ciencias, de la Universidad de Nueva York (1995), el Premio Leroy P. Steele 1996) de parte de la American Mathematical Society. Ha sido honrado con el Premio Abel en 2007 por sus contribuciones fundamentales a la teoría de la probabilidad y en particular por el logro de la creación de una teoría unificada de la gran desviación.
En 2008 el Gobierno de la India le concedió el Padma Bhushan galardón que se entrega a ciudadanos destacados de la India. También tiene dos títulos honoríficos de la Universidad Pierre et Marie Curie, en París (2003) y del Indian Statistical of Calcuta, India (2004).
Varadhan es miembro de la Academia Nacional de Ciencias de Estados Unidos. (1995), y la Academia Noruega de Ciencias y Letras (2009). Fue elegido miembro de la Academia Estadounidense de las Artes y las Ciencias (1988), la Academia de Ciencias del Tercer Mundo (1988), el Instituto de Estadística Matemática (1991), la Royal Society (1998), la Academia de Ciencias de la India (2004) y la Society for Industrial and Applied Mathematics (2009).

## Publicaciones selectas
- Convolution Properties of Distributions on Topological Groups. Disertación, Indian Statistical Institute, 1963.

- Varadhan, SRS (1966). "Asymptotic probabilities and differential equations". Publicaciones de Matemáticas Puras y Aplicadas 19 (3): 261–286. DOI:10.1002/cpa.3160190303.

- Stroock, DW; SRS Varadhan (1972). "On the support of diffusion processes with applications to the strong maximum principle". Ponencia en el Sexto Symposium de Matemática Estadística y Probabilidades, Berkeley :(Univ. of California Press) 3: 333–359.

- (with M. D. Donsker) Asymptotic evaluation of certain Markov process expectations for large time. I, Publicaciones de Matemáticas Puras y Aplicadas 28 (1975), pp. 1–47; parte II, 28 (1975), pp. 279–301; parte III, 29 (1976), pp. 389–461; parte IV, 36 (1983), pp. 183–212.